# Trichomecyna fuscovittata
Trichomecyna fuscovittata är en skalbaggsart som beskrevs av Stefan von Breuning 1939. Trichomecyna fuscovittata ingår i släktet Trichomecyna och familjen långhorningar.
Artens utbredningsområde är Kenya. Inga underarter finns listade i Catalogue of Life.